# Schlossbrücke Gröba
Die Schlossbrücke Gröba ist eine Radfahrer- und Fußgängerbrücke im Riesaer Stadtteil Gröba. Sie befindet sich über der Einfahrt des Riesaer Hafens und in unmittelbarer Nähe des Gröbaer Schlosses.

## Vorgängerbau

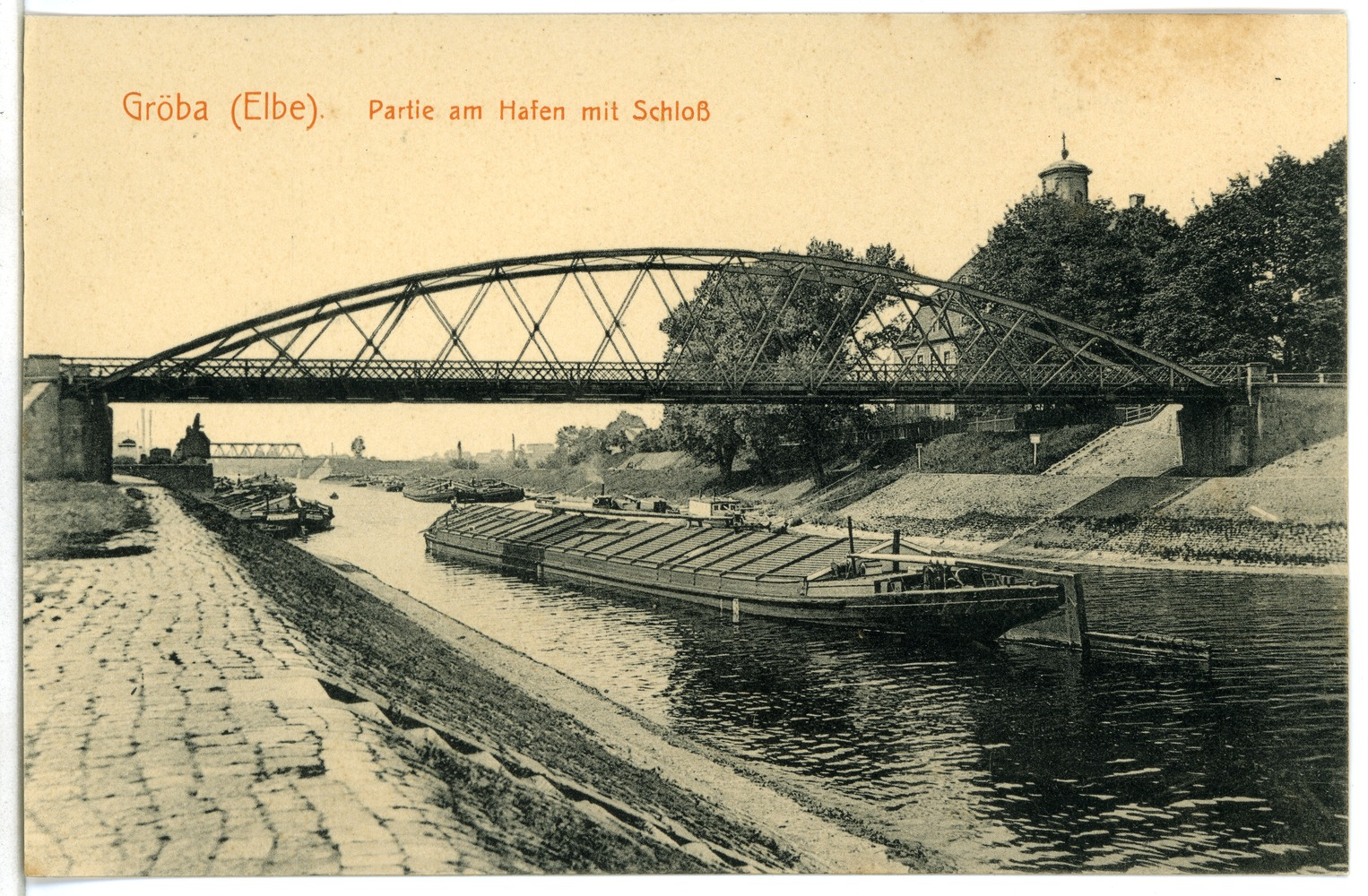
Die alte Schloßbrücke auf einer Postkarte von 1908

1945 wurde die Schlossbrücke von Wehrmachtsoldaten gesprengt.

## Neubau

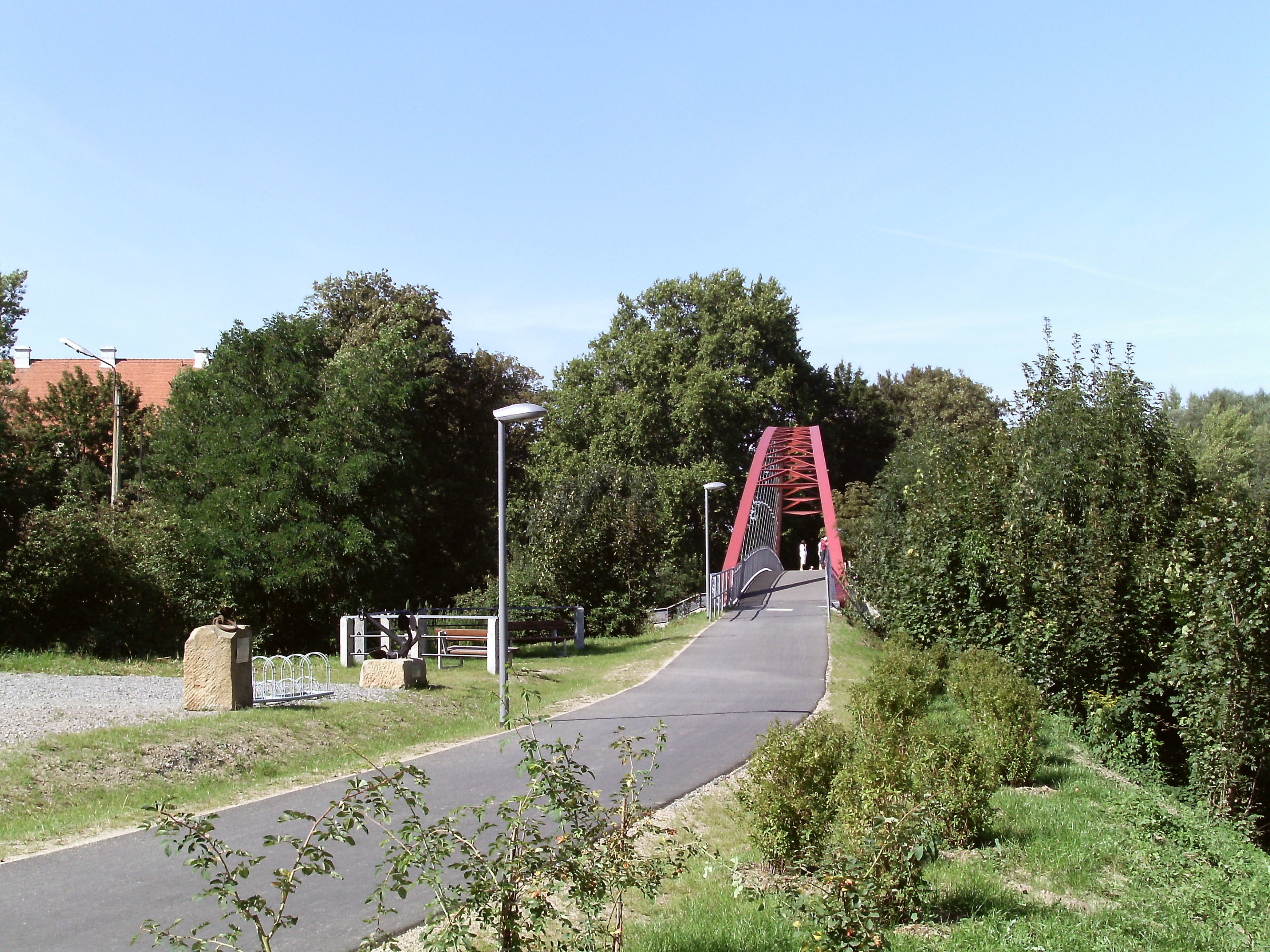
Neuerbaute Schlossbrücke Gröba

Am 3. Juni 2011 wurde die Schlossbrücke zwischen dem nördlichen und südlichen Teil Gröbas neu eröffnet. Sie verbindet damit das Riesaer Stadtzentrum mit Strehla und vervollständigt damit den Elberadweg (D10) auf dem Riesaer Stadtgebiet.

Ein Bürgerverein bemühte sich um den Wiederaufbau der Schlossbrücke, der Neubau wurde durch private Spendengelder seit 2004 mitfinanziert.